# Carolina Panthers 2009
La stagione 2009 dei Carolina Panthers è stata la 15ª della franchigia nella National Football League, l'ottava con John Fox come capo-allenatore. La squadra veniva da un primato di franchigia di 12 vittorie nel 2008 ma scese a 8-8 e non raggiunse i playoff.
In questa stagione, i Panthers divennero solamente la sesta squadra della storia ad avere due giocatori che superarono le mille yard corse: Jonathan Stewart (1.133) e DeAngelo Williams (1.117); al 2017 sono l'ultima squadra ad esservi riuscita. Sono inoltre l'unica squadra della storia ad avere avuto due corridori da oltre 1.100 yard.

## Scelte nel Draft 2009
| Giro | Scelta | Giocatore         | Ruolo | College        |
| ---- | ------ | ----------------- | ----- | -------------- |
| 2    | 43     | Everette Brown    | DE    | Florida State  |
| 2    | 59     | Sherrod Martin    | CB    | Troy           |
| 3    | 93     | Corvey Irvin      | DT    | Georgia        |
| 4    | 111    | Mike Goodson      | RB    | Texas A&M      |
| 4    | 128    | Tony Fiammetta    | FB    | Syracuse       |
| 5    | 163    | Duke Robinson     | G     | Oklahoma       |
| 7    | 216    | Captain Munnerlyn | CB    | South Carolina |

## Calendario

### Stagione regolare
| Turno                                                         | Data                 | Ora                | Avversario              | Risultato          | Risultato          | Stadio                        | TV                 | Tabellino          |                    |
| Turno                                                         | Data                 | Ora                | Avversario              | Punteggio          | Record             | Stadio                        | TV                 | Tabellino          |                    |
| ------------------------------------------------------------- | -------------------- | ------------------ | ----------------------- | ------------------ | ------------------ | ----------------------------- | ------------------ | ------------------ | ------------------ |
| 1                                                             | 13/9/2009            | 1pm EDT            | Philadelphia Eagles     | S 38–10            | 0–1                | Bank of America Stadium       | Fox                | Recap              |                    |
| 2                                                             | 20/9/009             | 1pm EDT            | at Atlanta Falcons      | S 28–20            | 0–2                | Georgia Dome                  | Fox                | Recap              |                    |
| 3                                                             | 28/9/2009 (Lunedì)   | 8:30 pm EDT        | at Dallas Cowboys       | S 21–7             | 0–3                | Cowboys Stadium               | ESPN               | Recap              |                    |
| 4                                                             | Settimana di pausa   | Settimana di pausa | Settimana di pausa      | Settimana di pausa | Settimana di pausa | Settimana di pausa            | Settimana di pausa | Settimana di pausa | Settimana di pausa |
| 5                                                             | 11/10/2009           | 1pm EDT            | Washington Redskins     | V 20–17            | 1–3                | Bank of America Stadium       | Fox                | Recap              |                    |
| 6                                                             | 18/10/2009           | 1pm EDT            | at Tampa Bay Buccaneers | V 28–21            | 2–3                | Raymond James Stadium         | Fox                | Recap              |                    |
| 7                                                             | 25/10/2009           | 4:05 pm EDT        | Buffalo Bills           | S 20–9             | 2–4                | Bank of America Stadium       | CBS                | Recap              |                    |
| 8                                                             | 1/11/2009            | 4:15 pm EST        | at Arizona Cardinals    | V 34–21            | 3–4                | University of Phoenix Stadium | Fox                | Recap              |                    |
| 9                                                             | 8/11/2009            | 4:05 pm EST        | at New Orleans Saints   | S 30–20            | 3–5                | Louisiana Superdome           | Fox                | Recap              |                    |
| 10                                                            | 15/11/2009           | 1pm EST            | Atlanta Falcons         | V 28–19            | 4–5                | Bank of America Stadium       | Fox                | Recap              |                    |
| 11                                                            | 19/11/2009 (Giovedì) | 8:20 pm EST        | Miami Dolphins          | S 24–17            | 4–6                | Bank of America Stadium       | NFLN               | Recap              |                    |
| 12                                                            | 29/11/2009           | 1pm EST            | at New York Jets        | S 17–6             | 4–7                | Giants Stadium                | Fox                | Recap              |                    |
| 13                                                            | 6/12/2009            | 1pm EST            | Tampa Bay Buccaneers    | V 16–6             | 5–7                | Bank of America Stadium       | Fox                | Recap              |                    |
| 14                                                            | 13/12/2009           | 1pm EST            | at New England Patriots | S 20–10            | 5–8                | Gillette Stadium              | Fox                | Recap              |                    |
| 15                                                            | 20/12/2009           | 8:20 pm EST        | Minnesota Vikings       | V 26–7             | 6–8                | Bank of America Stadium       | NBC                | Recap              |                    |
| 16                                                            | 27/12/2009           | 1pm EST            | at New York Giants      | V 41–9             | 7–8                | Giants Stadium                | Fox                | Recap              |                    |
| 17                                                            | 3/1/2010             | 1pm EST            | New Orleans Saints      | V 23–10            | 8–8                | Bank of America Stadium       | Fox                | Recap              |                    |
| NOTA: gli avversari della propria division sono in grassetto. |                      |                    |                         |                    |                    |                               |                    |                    |                    |